# Isaac Du Ryer
Pour les articles homonymes, voir Ryer.
Isaac Du Ryer, né vers 1568 et mort en 1634, est un poète et dramaturge français.
En 1593, il entre au service du Grand Écuyer Roger de Bellegarde, un peu plus âgé que lui, en qualité de secrétaire. Le Grand Écuyer aimait la poésie et Isaac était heureux de satisfaire ce goût chez lui, mais en septembre 1600, Roger de Bellegarde le congédie brutalement. Du Ryer, qui jusque-là, ayant mené une vie où la bonne chère et la débauche tenaient une grande place, ne sait vers qui se tourner.
En 1603, il se marie et, deux ans plus tard, lui naît un fils, Pierre Du Ryer, qui héritera de la veine poétique de son père. Entré, entre 1604 et 1606 au service des Aydes, il est affecté au service des portes de Paris avant d’être commis au bureau du Port Saint-Paul sur la Seine. En 1608, il est secrétaire de la Chambre du roi.
On lui doit le Temps perdu, (Paris, T. Du Bray, 1610, in-8°), la Vengeance des satyres, pastourelle en 5 actes et en vers et, peut-être le Mariage d'amour, pastourelle en 4 actes et en vers (Paris, P. Des-Hayes, 1624, in-12).

## Source
- Frédéric Lachèvre, Isaac du Ryer (1568?-1634) : secrétaire de la Chambre du roi, douanier, poète réaliste, auteur dramatique et ses poésies amoureuses, libres et douanières, précédées de sa biographie, Paris, Margraff, 1943.